# La ragazza con la pistola
La ragazza con la pistola (br.: A garota com a pistola / pt.: A rapariga da pistola) é um filme de comédia italiano de 1968 dirigido por Mario Monicelli. Foi um marco na carreira da protagonista Monica Vitti, que até então era conhecida somente por papeis dramáticos. A comédia explora os contrastes da tradicional cultura violenta da Sicília com a contracultura pacifista da Inglaterra da década de 1960.

## Elenco
- Monica Vitti...Assunta Patanè
- Stanley Baker...Dr. Osborne
- Carlo Giuffrè...Vincenzo Macaluso
- Corin Redgrave...Frank Hogan
- Anthony Booth...jogador de Rugby
- Aldo Puglisi...imigrante siciliano
- Tiberio Murgia...imigrante siciliano
- Dominic Allan...Senhor Sullivan
- Deborah Stanford...Senhora Sullivan
- Catherine Feller...Senhora Rosina
- Helen Downing...Ada
- Janet Brandes...Enfermeira
- Natasha Harwood...Senhora Osbourne
- Stefano Satta Flores...Garção no restaurante Capri

## Sinopse
Assunta Patanè é uma jovem siciliana que habita uma casa só com mulheres - ela, a mãe, a irmã e prima. Ela namora com um jovem a qual não deixa tocá-la, pois é apaixonada pelo seu vizinho, o conquistador mafioso  Vincenzo Macaluso, a quem vê sempre pela janela. Certo dia, Vincenzo pede à Cosa nostra que rapte uma das mulheres da casa e a leve até seu quarto. Em meio a confusão, Assunta é raptada e Vincenzo se decepciona pois indicara a prima dela, mas mesmo assim os dois se relacionam sexualmente. Contudo, não querendo se casar com Assunta, o homem foge para a Inglaterra. Como na família da moça não há homens para vingar sua desonra, a mãe dá a Assunta uma arma para que ela vá atrás de Vincenzo e só volte casada ou após matá-lo. Assunta inicia sua perseguição ao amante foragido por várias cidades da Inglaterra e conhece diversos homens, inclusive um jogador de rugby, um homossexual suicida e um médico cirurgião casado. Assunta aos poucos vai se libertando das tradições familiares e assumindo uma nova consciência de vida, mas ao final ainda resta acertar as coisas definitivamente com Vincenzo.

## Locações

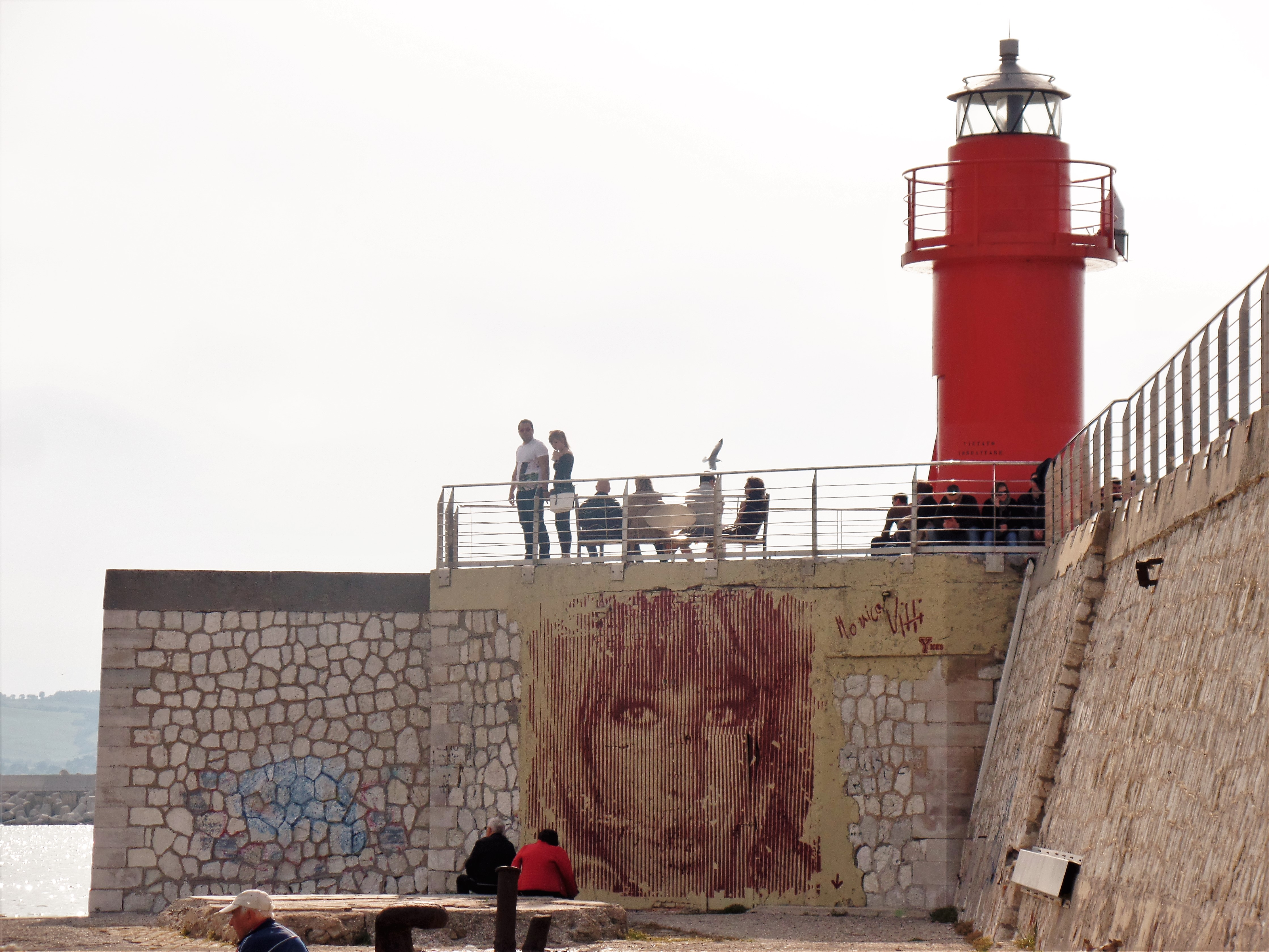
Reprodução de Monica Vitti num muro da Lanterna Rossa de Ancona, local de cena do filme

O pequeno vilarejo siciliano que aparece no inicio do filme é Polignano a Mare que fica na verdade no continente, na região da Apúlia da Itália Meridional, local de nascimento de Domenico Modugno. Algumas cenas foram feitas em Conversano.
Os cenários britânicos iniciam na Escócia, em Edimburgo e depois vão para a Inglaterra: Londres, Sheffield, Bath e Brighton. Alguns prédios arquitetônicos famosos aparecem nas imagens: o da Estação de  Waverley, o Balmoral Hotel em Edimburgo, o Royal Crescent em Bath e o Pavilhão Real de Brighton, projetado pelo arquiteto John Nash.
Não sendo possível as filmagens da cena final na Inglaterra, devido ao ator Carlo Giuffré ter saído com antecedência do set de filmagens por outros compromissos de trabalho, as cenas ocorreram na Itália. O porto em que o siciliano corre atrás do navio fica na verdade em Ancona e a última fala do ator teve que ser dublada por outro.

## Premiação
- O filme foi indicado ao Óscar de "Melhor filme em língua estrangeira".[3]
- Monica Vitti venceu o prêmio David di Donatello como "Melhor Atriz".

## Ligação externa
- The Girl with the Pistol. no IMDb.
- «La ragazza con la pistola» (em inglês) no Rotten Tomatoes